# الزهرة وشجرة التوت
الزهرة وشجرة التوت (بالإنجليزية: The Rose and the Yew Tree) هي رواية مأساوية من تأليف وإنشاء الكاتبة الإنجليزية أجاثا كريستي ونشرت لأول مرة في المملكة المتحدة في نوفمبر عام 1948 وفي الولايات المتحدة في وقت لاحق من العام نفسه. وهذه الرواية هي الرابعة من ست روايات لأجاثا كريستي التي نُشرت باسمها المستعار ماري ويستماكوت.